# 砀山南站
砀山南站是徐兰客运专线东段郑徐客运专线的一个车站，2016年9月10日建成开通。车站位于中国安徽省宿州市砀山县高铁新区薛口村。